# Ertharin Cousin
Ertharin Cousin (nascido em 1957) é uma advogada estadunidense que atuou como a décima segunda diretora executivoa do Programa Mundial de Alimentos das Nações Unidas, de 2012 a 2017. Após a conclusão de seu mandato, Cousin tornou-se Professora no Instituto Freeman Spogli de Estudos Internacionais, da Universidade de Stanford, membro distinta do Centro de Segurança Alimentar e Meio Ambiente e do Centro de Democracia, Desenvolvimento e Estado de Direito, aceitou uma nomeação como membro distinta do Conselho de Assuntos Globais de Chicago e tornou-se uma administradora do Conselho de Administração da Power of Nutrition, com sede no Reino Unido.
Cousin serviu de 2009 a 2012 no governo do presidente Barack Obama como Embaixadora dos Estados Unidos nas Agências das Nações Unidas para Alimentação e Agricultura, servindo em Roma, Itália, e foi chefe da Missão dos Estados Unidos nas Agências da ONU em Roma. Antes disso, ela trabalhou em vários cargos nos setores público e privado, primeiro como oficial do Partido Democrata, e, a partir do final da década de 1990, se especializando na indústria de alimentos e instituições de caridade relacionadas. Em 2014, Cousin ficou em 45º lugar na lista da Forbes das 100 mulheres mais poderosas do mundo e foi nomeada para a Time 100 pessoas mais influentes na lista mundial .

## Início da vida, educação e início de carreira
Cousin cresceu no bairro pobre de Lawndale de Chicago, Illinois, junto com suas três irmãs. Sua mãe, Anna Cousin, trabalhava na área de serviços sociais e seu pai frequentemente se engajava em trabalho voluntário de desenvolvimento comunitário. Em 1971, ela foi uma das 300 calouras e 86 alunas do segundo ano a entrar na Lane Technical High School, a escola de ensino médio mais bem avaliada de Chicago, com mais de 5.000 alunos, que eram todos do sexo masculino até aquele outono. Ela se formou em 1975.
Cousin obteve um diploma de bacharel da Universidade de Illinois, em Chicago, em 1979, e um diploma de JD da Faculdade de Direito, da Universidade da Geórgia, em 1982. Na Faculdade de Direito da Universidade da Geórgia, ela estudou direito internacional com o professor e ex-secretário de Estado dos EUA, Dean Rusk .
Cousin trabalhou em Illinois como procuradora-geral assistente e diretora do Escritório Regional do Oeste para o escritório do Procurador-Geral de Illinois e como vice-diretora do Conselho de Ética de Chicago. No setor privado, foi diretora de assuntos governamentais da AT&T .

## Os anos de Washington
Cousin mudou-se para Washington, DC, e em 1993 trabalhou como vice-chefe de gabinete do Comitê Nacional Democrata . Ela ingressou no governo Clinton em 1994 como representante da Casa Branca no Departamento de Estado dos EUA . Lá ela recebeu um Prêmio de Serviços Meritórios. Ela atuou como consultora sênior do Secretário de Estado durante os Jogos Olímpicos de 1996.
Em 1996, ela renunciou ao cargo para dirigir a operação de Illinois da campanha presidencial de Clinton-Gore. Após a vitória da campanha, ela atuou como vice-presidente de governo, comunidade e assuntos políticos, na segunda posse de Bill Clinton em 1997.

## Indústria alimentar e caridade
Em 1997, Cousin recebeu uma nomeação da Casa Branca para um mandato de quatro anos no Conselho de Desenvolvimento Internacional de Alimentos e Agricultura. Lá, ela apoiou muitos dos projetos agrícolas administrados pela Agência dos Estados Unidos para o Desenvolvimento Internacional. Ao mesmo tempo, foi vice-presidente de assuntos governamentais e comunitários das lojas Jewel Food. Em 1999, a Albertsons LLC comprou a Jewel, e Cousin tornou-se vice-presidente de relações públicas do grupo Albertsons e depois vice-presidente sênior de relações públicas. Enquanto trabalhava para a Albertsons, ela também atuou como presidente e presidente da fundação corporativa da empresa, gerenciando as atividades filantrópicas da organização. Ela também atuou como porta-voz oficial da Albertsons.
Em 2002, Cousin ingressou no conselho da America's Second Harvest, a maior organização de combate à fome doméstica do país, e em 2004 ela se tornou sua vice-presidente executiva e diretora de operações. Entre suas realizações durante este período está liderar a resposta da organização ao furacão Katrina, em 2005, um esforço que resultou na distribuição de mais de 62 milhões de libras de alimentos para os necessitados em toda a região da Costa do Golfo dos Estados Unidos. Cousin ajudou a aumentar a receita anual da organização de US$ 20 milhões para US$ 56 milhões durante seu tempo lá.
Cousin deixou a America's Second Harvest em 2006 e fundou e atuou como presidente do Polk Street Group, uma empresa nacional de consultoria de relações públicas localizada em Chicago. Em 2009, ela entregou as rédeas ao filho, Maurice Cousin, para aceitar uma nomeação de embaixadora.

## Setor público

### Embaixadora dos EUA, 2009–2012

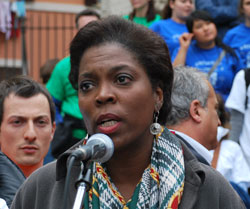
A embaixadora Cousin discursa em um evento do Dia da Terra, em Roma, em abril de 2010.

Em 19 de junho de 2009, Cousin foi indicada pelo presidente Barack Obama para se tornar embaixadora dos Estados Unidos nas Agências das Nações Unidas para Alimentação e Agricultura, servindo em Roma, na Itália. Ela foi confirmada pelo Senado dos Estados Unidos em 7 de agosto de 2009, e empossada como embaixadora em 17 de agosto de 2009, onde atuou como chefe da Missão dos Estados Unidos junto às Agências da ONU em Roma e fez parte da "Tri-Mission Comunidade" que também incluiu a Embaixadora dos Estados Unidos na Itália e a Embaixadora dos Estados Unidos na Santa Sé .
Durante seu tempo em Roma, ela criou novos programas de ajuda liderados pelo país. Ela trabalhou para fornecer ajuda alimentar a Port-au-Prince após o devastador terremoto de 2010, no Haiti . Ela disse que percebeu que os famosos pontos turísticos de Roma não envelheceram, mas que sua maior surpresa no trabalho foi "Quando as pessoas falavam sobre 'Sua Excelência, Prima Ertharin'. Sabe, eu cresci em Lawndale. Você está muito longe disso quando alguém se refere a você como 'Vossa Excelência'."
Mais de 120 convidados participaram de um evento de despedida para ela em março de 2012 na residência do chefe da missão.

### Diretora executiva do Programa Mundial de Alimentos, 2012–2017
Em janeiro de 2012, o Departamento de Estado dos EUA anunciou que Cousin se tornaria diretora executiva do Programa Mundial de Alimentos da ONU, sucedendo Josette Sheeran quando o mandato dela expirou em abril de 2012. Cousin foi apoiada em uma citação feita pela secretária de Estado dos EUA, Hillary Clinton, em referência à sua nomeação, afirmando que Cousin "tem sido fundamental para projetar e implementar as políticas de segurança alimentar de nosso país. Estou confiante de que ela continuará sendo uma voz poderosa na luta global contra a fome e emprestará sua energia, otimismo e experiência ao Programa Mundial de Alimentos". De fato, Cousin recebeu a indicação depois que os EUA se opuseram a outro mandato para Sheeran, que havia sido indicada pelo governo de George W. Bush .
Cousin começou seu mandato como a décima segunda diretora executiva em 5 de abril de 2012. Ao assumir a posição, ela afirmou que apoiava totalmente a transição do WFP da ajuda alimentar para a assistência alimentar: "Acho que esse debate acabou. WFP é uma organização de assistência alimentar, com as ferramentas certas e essas ferramentas incluem ajuda alimentar. Mas também dinheiro e vouchers e todas as outras coisas que temos na mesa." Durante seu tempo no cargo, o apoio do WFP concentrou-se nas Filipinas após o tufão Haiyan, na Síria com sua guerra civil e na região do Sahel na África.

## Carreira posterior
Depois de deixar o WFP, Cousin tornou-se Professora do Instituto Freeman Spogli de Estudos Internacionais ,da Universidade de Stanford, e membro distinta do Centro de Segurança Alimentar e Meio Ambiente e do Centro de Democracia, Desenvolvimento e Estado de Direito. Ela também é membro ilustre de agricultura global no Conselho de Assuntos Globais de Chicago.
Desde 2019, Cousin atua na Força-Tarefa de Acesso Humanitário do Centro de Estudos Estratégicos e Internacionais (CSIS), copresidida por Cory Booker e Todd Young. O CSIS foi fundado pela Universidade de Georgetown em 1962, e o centro realiza estudos de políticas e análises estratégicas de questões políticas, econômicas e de segurança em todo o mundo, com foco específico em questões relativas a relações internacionais, comércio, tecnologia, finanças, energia e geoestratégia.

## Outras atividades

### Conselhos corporativos
- Bayer, membro do Conselho Fiscal (desde 2019) [10][11]
- DSM, membro do Conselho Consultivo de Sustentabilidade (desde 2018) [12]

### Organizações sem fins lucrativos
- Heifer International, membro do Conselho de Administração (desde 2018) [13]
- Compact2025, membro do Conselho de Liderança[14]
- Instituto Democrático Nacional (NDI), membro do Círculo de Embaixadores[15]
- Women Political Leaders Global Forum (WPL), membro do Conselho Consultivo Global[16]
- Scaling Up Nutrition Movement, membro do Lead Group (2016-2017), nomeada pelo Secretário-Geral das Nações Unidas, Ban Ki-moon ) [17]

## Reconhecimento
Cousin foi empossada como laureada da Lincoln Academy of Illinois e premiada com a Ordem de Lincoln (a maior honraria do estado) pelo governador de Illinois em 2015 na área de Serviço Social. A Forbes listou Cousin entre as 100 mulheres mais poderosas do mundo em várias ocasiões, inclusive no 48º lugar em 2016. Em 2016, recebeu o Prêmio Humanitário de Ação Contra a Fome . Ela também foi nomeada para a Time 100 pessoas mais influentes na lista mundial.

## Vida pessoal
O primo é divorciada e tem um filho.
Ela também é católica batizada.